# Улица Калинина (Чебоксары)
У́лица Кали́нина (чув. Калинин урамĕ) — улица в центральной части города Чебоксары Чувашской Республики, в одноимённом административном районе. Направлена из центра города на восток, в направлении Новочебоксарска и Йошкар-Олы.

## Благоустройство
На улице Калинина есть подземный переход. Построен в 2007 году.

## Лицо района
В начале улицы, за Калининским мостом, располагается здание Чувашского государственного художественного музея (построено в 1985 году, архитектор — В. Д. Шатилов). На выступающей сферической части главного фасада находится скульптурная композиция из меди, символизирующая вечный расцвет изобразительного искусства (скульптор — заслуженный художник России В. П. Нагорнов).
Также представляют градостроительную ценность, как образцы промышленного зодчества 1940-х—1950-х годов здания двух предприятий: чулочно-трикотажной фабрики, одного из производителей трикотажных изделий в СССР / России, выполненное из белой панели в стиле конструктивизма, и здание производственного цеха АО «Лента».
АО «Лента» (ранее — Чебоксарская лентоткацкая фабрика), основанная во время Великой Отечественной войны, в 1942 году, являлось ведущим российским производителем текстильных лент различного назначения. Здесь производили ленты, шнуры, стяжные ремни, грузовые сети, стропы и буксировочные тросы. Доля продукции предприятия составляла 25 % от общего производства текстильных лент в России.

## Происхождение названия

Бюст М. И. Калинина на улице его имени

Улица получила своё имя в честь государственного деятеля М. И. Калинина.

## История

Памятник космонавту А. Г. Николаеву

Дореволюционное название улицы — Воскресенская, в 1919—1926 годах — им. Карла Грасиса [вторая], с 06.11.1926 — им. Т. Николаева, с 09.12.1935 — им. М. Калинина.

Краевед Александр Терентьев писал:

Улица Калинина, что за Кайбулкой, круто поднимается по Воскресенской горе. В старину улица являлась продолжением этапа для ссыльных и каторжников, выходила на Казанский тракт. В народе его называли Екатерининским. По приказу императрицы Екатерины II путь на Казань был обсажен с обеих сторон двумя линиями берёз. В междуречьях проходила пешеходная дорога. Вековые деревья вплоть до середины тридцатых годов XX века были украшением местности. До революции улица называлась Воскресенской. В первые годы Советской власти ей было присвоено имя Карла Грасиса Вторая, по фамилии первого председателя Чебоксарского Совета рабочих и солдатских депутатов, первого редактора газеты «Чебоксарская правда».— Чебоксары и чебоксарцы: Записки краеведа
В ноябре 2015 года глава администрации города Чебоксары подписал постановление о переименовании части улицы Калинина в улицу Сергия Радонежского (улица Сергия Радонежского протянулась от дома № 1 до дома № 67 по нечётной стороне и от дома № 26 до дома № 50 по чётной стороне улицы Калинина, она соединяет Красную площадь и улицу Калинина).

## Здания и сооружения

Панорама северной части Калиниского района

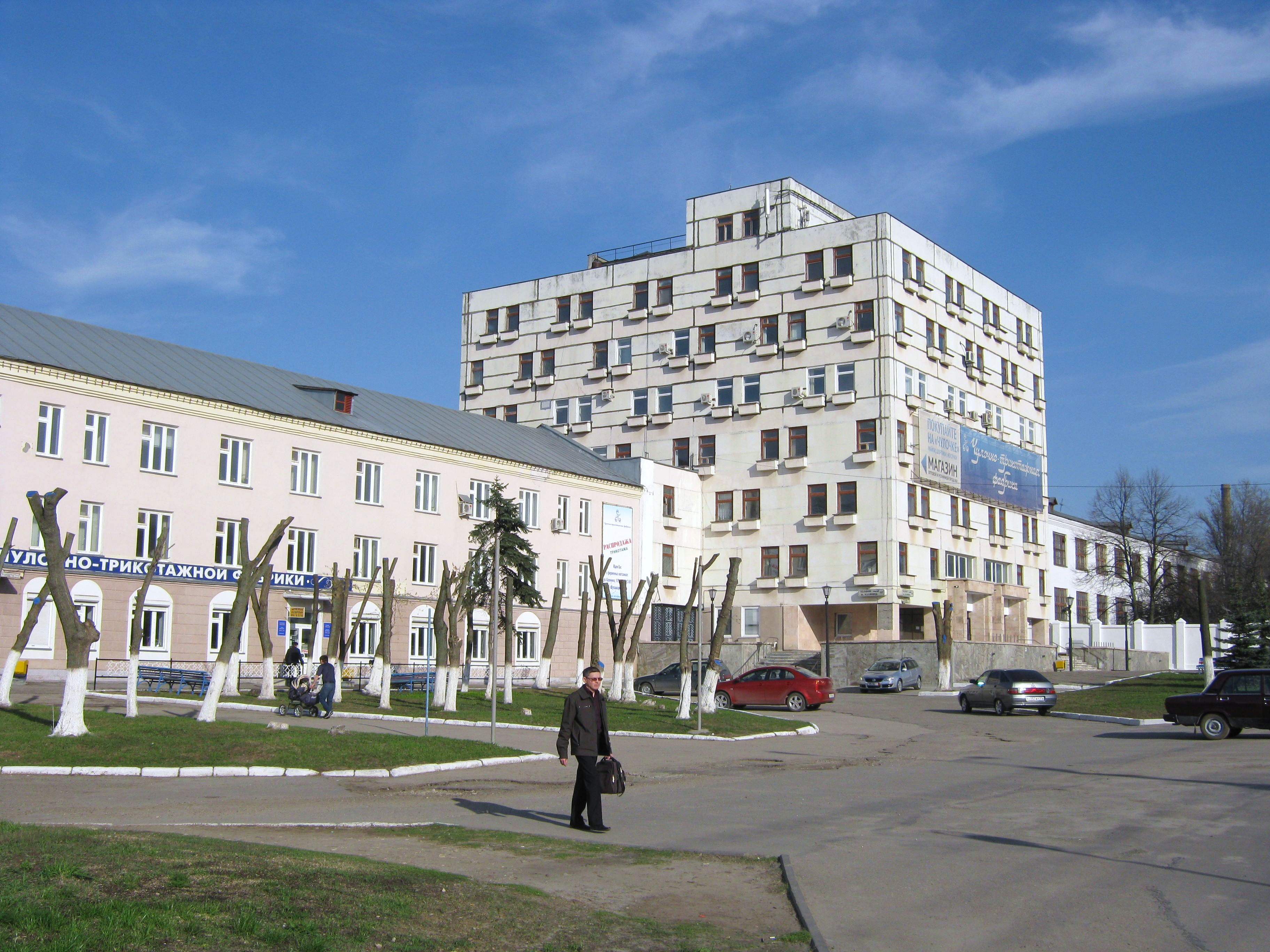
Административное здание Чебоксарской чулочно-трикотажной фабрики

- № 60 — Чувашский государственный художественный музей;
- № 62 — строительство Большого Соборного храма в честь преподобного Сергия Радонежского (2015—2017)[12];
- № 66 — Дом Союзов;
- № 68 — АО «Лента»;
- № 80 — Хлебозавод;
- № 105А — торговый комплекс «Мега Молл»;
- № 107 — Чебоксарская чулочно-трикотажная фабрика;
- № 109 — Отдел полиции № 2 УВД по городу Чебоксары;
- № 109/1 — Управление Пенсионного фонда России в городе Чебоксары Чувашской Республики[13];
- № 111 — Чебоксарский опытно-экспериментальный завод «Энергозапчасть» (АО ЧОЭЗ «Энергозапчасть»).

## Памятники

Торговый комплекс «Мега Молл»

- Бюст всесоюзного старосты М. И. Калинина[14]. Открыт 18 ноября 1981 года в сквере у Калининского РОВД.
- Памятник космонавту Николаеву[15] — расположен на пересечении с улицей Николаева. Открыт 5 сентября 2011 года и приурочен к празднованию 50-летия первого полёта человека в космос. Памятник выполнен из меди. Высота фигуры 4,4 м, постамента 3 м.

## Транспорт
- Автобус № 24, 26, 101с, 2707
- Троллейбус № 3, 6, 8, 9, 11, 15, 18,

## Смежные улицы
- Улица Гагарина
- Улица Николаева